# Campeonato Centro-Americano de Handebol Feminino
O Campeonato Centro-Americano de Handebol Feminino é uma competição oficial de seleções de handebol da América Central, jogada a cada dois anos desde 2014. Em suas duas edições, a seleção da Guatemala conquistou a medalha de ouro e o direito de participar do Campeonato Pan-Americano de Handebol Feminino.

## Resultados
| Ano           | Sede        | Final     | Final       | Final        | Decisão 3º lugar | Decisão 3º lugar | Decisão 3º lugar |
| Ano           | Sede        | Campeão   | Placar      | Vice-campeão | 3º lugar         | Placar           | 4º lugar         |
| ------------- | ----------- | --------- | ----------- | ------------ | ---------------- | ---------------- | ---------------- |
| 2014 Detalhes | Tegucigalpa | Guatemala | No playoffs | Nicarágua    | Costa Rica       | No playoffs      | El Salvador      |
| 2016 Detalhes | Managua     | Guatemala | No playoffs | Nicarágua    | Costa Rica       | No playoffs      | El Salvador      |

## Quadro de Medalhas
| Ordem | País       | Medalha de ouro | Medalha de prata | Medalha de bronze | Total |
| ----- | ---------- | --------------- | ---------------- | ----------------- | ----- |
| 1     | Guatemala  | 2               | 0                | 0                 | 2     |
| 2     | Nicarágua  | 0               | 2                | 0                 | 2     |
| 3     | Costa Rica | 0               | 0                | 2                 | 2     |